# Воробьёв, Вячеслав Михайлович (Герой Российской Федерации)
Воробьёв Вячеслав Михайлович (род. 29 мая 1984, Белгород, РСФСР, СССР) — сотрудник управления внутренних дел по Белгородской области, прапорщик полиции, участник операций по поддержанию правопорядка на территории Северного Кавказа, Герой Российской Федерации (2009).
Особо отличился 12 февраля 2009 года в ходе очередной служебной командировки на территорию Северо-Кавказского региона. В составе Белгородского ОМОНа участвовал в ликвидации бандгруппы, занявшей частный дом в Юго-Западном районе Назрани. Чтобы обеспечить прохождение штурмовой группы, старший сержант В. М. Воробьёв первым проник на территорию домовладения. Но увидев готовящихся к бою боевиков, принял решение открыть огонь, чем вызвал на себя огонь, позволив штурмовой группе перегруппироваться и вступить в бой с выгодных огневых позиций. Получил тяжёлую контузию и 16 проникающих огнестрельных ранений, однако остался жив, продолжил бой и корректировал огонь своих сослуживцев. В результате спецоперации все боевики были уничтожены.

## Биография

### Ранние годы
Родился 29 мая 1984 года в городе Белгород. Увлекался футболом, в школе был капитаном школьной команды. Также занимался в секции бокса. Мать Лариса отмечала про его характер, что ему обязательно нужно быть впереди, там, где труднее.

### Служба в Вооружённых силах и ОМОНе
После окончания профтехучилища № 5 в 2002 году был призван в ряды Вооруженных сил России. Срочную службу проходил в отряде специального назначения «Русь» внутренних войск МВД РФ. В составе подразделения, будучи солдатом срочной службы, провёл 14 месяцев в служебной командировке в Северо-Кавказском регионе, на должности огнемётчика и стрелка.
7 мая 2004 года выполнил нормативы на право ношения крапового берета. По оценке В. М. Воробьёва: «Служба меня многому научила. И это не банальные слова, там действительно из парней делают настоящих мужиков. И не мышцы и выносливость там главное, а сила духа и чувство локтя товарища. Это мне здорово пригодилось по жизни».
В октябре 2004 года был уволен в запас. Продолжил службу в спецподразделении ОМОН. В мае 2005 года зачислен на должность милиционера. За 4 года трижды выезжал в составе подразделения в служебные командировки на территорию Северо-Кавказского региона. Был неоднократно поощрён руководством УВД области, руководством Министерства внутренних дел за выполнение спецзаданий на территории Северного Кавказа. В декабре 2008 года в числе бойцов Белгородского ОМОНа Вячеслав был отправлен в очередную (5-ю по счёту) трехмесячную командировку.

### Штурм в Назрани
Зимой 2009 года В. М. Воробьёв вместе с коллегами находился в Ингушетии. 12 февраля Белгородский ОМОН получил приказ в составе штурмовой группы ликвидировать бандгруппу, находящуюся в частном доме по улице Гороводжева в Юго-Западном районе Назрани. Предполагалось, что в этом доме скрывается один из лидеров боевиков, главарь Малгобекской бандгруппы Мустафа, причастный к организации ряда особо тяжких преступлений террористической направленности. По оперативным данным, в подвале дома действовал цех по изготовлению самодельных взрывных устройств, в том числе и так называемых «поясов шахида».
Согласно плану операции ОМОН скрытно выдвинулся в частный сектор на окраине Назрани и окружил дом с боевиками. Старшему сержанту В. М. Воробьёву была поставлена задача проникнуть на территорию домовладения и обеспечить прохождение штурмовой группы. Однако оказавшись на территории домовладения, он увидел готовящихся к бою боевиков, которые уже были в курсе надвигающегося штурма. В. М. Воробьёв принял решение незамедлительно открыть огонь, чем обнаружил себя и вызвал на себя огонь. Сразу же он был ранен. Услышав выстрелы, остальные бойцы штурмовой группы не успели выйти на линию огня боевиков, совершили перегруппировку, заняли выгодные огневые позиции и вступили в бой.
По воспоминаниям В. М. Воробьёва, «на Кавказе во всех домах высокий наружный забор из камня или кирпича, а выходящая на улицу стена дома без окон. По сути это такая небольшая крепость, которую трудно взять штурмом, если не пробраться внутрь. Если начнётся стрельба, то перебраться внутрь без потерь невозможно».
Бронетранспортёр, который должен был прикрывать действия бойцов, сломал ворота, въехал во двор домовладения и был подбит. Он откатился назад, и путь к подходу был отрезан: боевики открыли шквальный огонь из гранатомётов и пулемётов. В этот момент Воробьёв вышел на связь и стал корректировать огонь, докладывал о всех перемещениях боевиков. В ответ открыл огонь снайпер и стал методично его расстреливать, но боец продолжал вести корректировку огня, пока не были подавлены все огневые точки противника.
По воспоминаниям В. М. Воробьёва, «болезненным было только первое ранение в ногу. Хотелось перевязать рану, но сумел только вколоть обезболивающее. Все остальные попадания свинца в себя лишь констатировал, но потом сбился со счёта. Голова соображала чётко. Приказывал себе не терять сознания, знал, что товарищи вот-вот ворвутся в дом».
Боевики, видя безвыходность своего положения, привели в действие взрывное устройство. В результате взрыва более 11 человек получили ранения, четверо погибли. Вячеслава засыпало обломками битого кирпича, бетона. Через 40 минут его откопали, доставили в Северо-Кавказский военный госпиталь, а оттуда отправили в Москву. Тяжелейшая контузия, 16 проникающих огнестрельных ранений — жизнь ему спас бронежилет и другие средства защиты.
После боя во дворе полностью разрушенного дома было обнаружено тело Мустафы — главаря Малгобекской бандгруппы, а также тела других преступников. Там же находилось большое количество оружия и боеприпасов. Только мощность найденных самодельных взрывных устройств составила около 1000 кг в тротиловом эквиваленте.
Указом Президента Российской Федерации (№ 334) 30 марта 2009 года за мужество и героизм, проявленные при исполнении служебного долга, старшему сержанту милиции Воробьёву Вячеславу Михайловичу присвоено звание Героя Российской Федерации.
7 мая Вячеславу Воробьёву, находящемуся на лечении в отделении реанимации и интенсивной терапии Главного клинического госпиталя МВД, прямо в палате была вручена высокая награда. В госпитале он провёл целый год. По оценке начальника отдела реанимации и интенсивной терапии Главного клинического госпиталя МВД России Ларисы Токаревой, «он был в крайне тяжёлом состоянии. Очень длительное время находился в нашем отделении реанимации, получал комплексную интенсивную терапию. И в этом смысле это определённое чудо свершилось».

### Дальнейшая жизнь

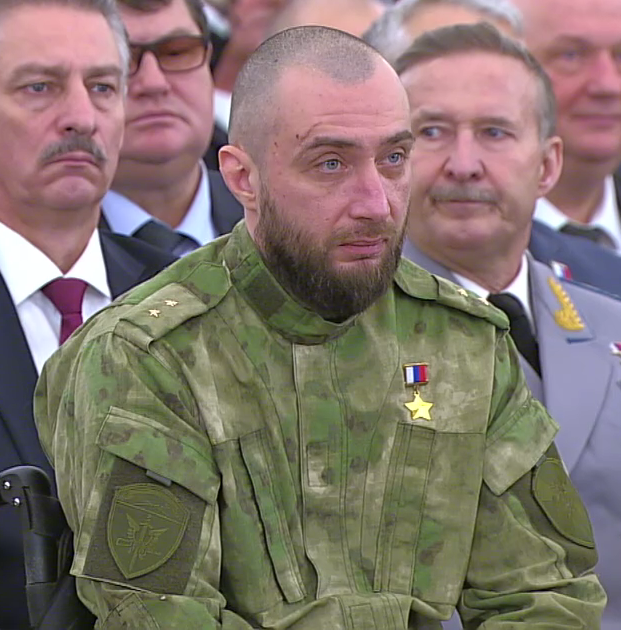
Вячеслав Воробьёв на торжественном приёме в Кремле. 08.12.2022

Вернувшись из своей пятой командировки, Вячеслав Воробьёв женился. В подарок от администрации Белгорода Вячеслав и Татьяна Воробьёвы получили трёхкомнатную квартиру, участок под дом и автомобиль. В. М. Воробьёв посещает праздничные школьные линейки, выступает на патриотических мероприятиях. В его честь заложена рябиновая аллея возле одного из учебных заведений. На церемонии вручения национальной молодёжной премии «Прорыв» в номинации «Доблесть», проходившей в Москве в 2009 году весь двадцатитысячный зал «Олимпийского» стоя аплодировал В. М. Воробьёву, сидевшему в инвалидной коляске.
С 2011 года он вручает стипендии своего имени студентам Белгородского университета кооперации, экономики и права, а с 2012 года в Белгороде проходит ежегодный турнир по боксу среди юношей на призы Героя России Вячеслава Воробьёва.
В 2013 году Воробьёв окончил Белгородский университет кооперации, экономики и права по специальности «юрист».
17 января 2014 года, в своём родном городе Белгород, В. М. Воробьёв стал одним из почётных факелоносцев XXII зимних олимпийских игр в Сочи, преодолев 200-метровую дистанцию в инвалидной коляске.
По состоянию на 2017 год В. М. Воробьёв являлся одним из двух белгородцев — Героев России (всего их в Белгороде — шесть). В. М. Воробьёв по-прежнему числится в штате отряда, в его шкафчике висит форма и амуниция. Полученные тяжёлые огнестрельные ранения пока не позволяют встать ему на ноги, но В. М. Воробьёв и его сослуживцы верят, что он снова встанет в строй. По его словам, «дистанция с факелом олимпийского огня была у меня всего двести метров, хотя мог бы и несколько километров в быстром темпе прокатить. Постоянно занимаюсь „физикой“ — упражнения силовые делаю, по подтягиванию вышел на свой уровень до ранения, а это двадцать раз за один подход. Над ногами много работаю и, думаю, в скором времени смогу самостоятельно дойти до службы». О своих дальнейших планах В. М. Воробьёв сказал: «я полон сил и хочу ещё послужить своей Родине. В бизнес точно не пойду, там людям обманывать приходится, а это не по мне».
С 2017 года — председатель комиссии Белгородской Общественной палаты по духовно-нравственному и патриотическому воспитанию. В 2018 году Воробьёв был избран депутатом Совета депутатов города Белгорода шестого созыва в составе списка, выдвинутого местным отделением политической партии «Единая Россия» в Белгороде.

## Награды и звания
Государственные награды:
- Герой Российской Федерации (30 марта 2009).

Ведомственные награды:
- медаль «За доблесть в службе» (МВД);
- медаль «За боевое содружество» (МВД);
- медаль «200 лет МВД России»;
- нагрудный знак «Участник боевых действий» (МВД);
- нагрудный знак ВВ МВД России «За отличие в службе».

Общественные награды:
- медаль «Маршал Советского Союза Жуков»;
- медаль «Участник боевых действий на Северном Кавказе»;
- медаль «Участнику контртеррористической операции на Кавказе»;
- памятный знак «200 лет Георгиевскому кресту»;
- медаль «20 лет вывода Советских войск из Афганистана».

Другие награды:
- лауреат национальной молодёжной премии «Прорыв» в номинации «Доблесть» (2009)[2];
- обладатель крапового берета.